# Coronel Freitas
Coronel Freitas este un oraș în Santa Catarina (SC), Brazilia.